# Convention nationale du peuple camerounais
La Convention nationale du peuple camerounais (CNPC, Cameroon People's National Convention, CPNC) était un parti politique du Cameroun britannique.

## Histoire
Le CNPC est créé en mai 1960 par la fusion du Congrès national du Kamerun (CNK) et du Parti populaire du Kamerun (PPK), qui avaient participé ensemble aux élections de 1959.
Lors des élections de 1961, le parti obtient 26,8 % des voix et remporte 10 sièges, soit deux de moins que les deux partis en 1959.
En 1964, lors des premières élections législatives au Cameroun réunifié, le parti se présente au Cameroun oriental. Bien qu'ayant obtenu 24 % des voix, il ne remporte aucun siège.